# Iosif Bükössy
Iosif „Józsi“ Bükössy, eigentlich József Bükössy, (* 12. August 1936 in Mediaș; † 30. Oktober 2006 in Bukarest) war ein rumänischer Fußballspieler und -trainer und gehörte der ungarischen Minderheit an. Er absolvierte 123 Spiele in der höchsten rumänischen Fußballliga, der Divizia A, und gilt als Entdecker von Gheorghe Hagi.

## Karriere als Spieler
Bükössy begann mit dem Fußballspielen 1948 in der Jugendmannschaft von Sparta Mediaș. 1954 wechselte er zu dem Ortsrivalen Flacăra Mediaș, der in der Divizia B spielte. Anderthalb Jahre später zog es Bükössy in die Hauptstadt zum Ligakonkurrenten Progresul Combinatul Poligrafic „Casa Scânteii“ Bukarest, wo er jedoch nur ein halbes Jahr blieb. Zur Saison 1956 wurde er von dem Militärklub CCA Bukarest verpflichtet, für den er am 27. Mai 1956 beim Spiel gegen Progresul Oradea in der Divizia A debütierte. Der Verein wurde im selben Jahr rumänischer Meister, Bükössy kam jedoch nur sehr sporadisch zum Einsatz. Auch zu der Vizemeisterschaft von CCA und dem Pokalsieg im Folgejahr konnte er wenig beitragen, so dass er 1958 zu Dinamo Bukarest wechselte. Nach einer erneuten Vizemeisterschaft und einer enttäuschenden Saison 1959/60 verließ Bükössy Dinamo in Richtung des Zweitligisten Dinamo Obor Bukarest. Mit diesem erreichte er 1961 das rumänische Pokalfinale. 1962 kehrte Bükössy Bukarest den Rücken und ließ sich an der Schwarzmeerküste in Constanța nieder. Dort spielte er bis 1967 bei dem Erstligisten Farul Constanța und anschließend bis zum Ende seiner aktiven Laufbahn im Jahr 1970 bei Portul Constanța.

## Nationalmannschaft
Bükössy lief vier Mal in der rumänischen U23-Nationalmannschaft auf, ohne es jedoch zu einem Länderspiel in der rumänischen Fußballnationalmannschaft zu bringen.

## Karriere als Trainer
Bükössy begann ab 1971 mit der Ausbildung junger Spieler bei Portul Constanța. Nach drei Jahren kehrte er zu Farul in den Jugendbereich zurück und blieb dem Verein bis zu seinem Tod treu. Sein größter sportlicher Erfolg war das Erringen der rumänischen Vizemeisterschaft der Junioren in der Saison 1976/77 mit Farul. In die rumänische Fußballgeschichte geht er als erster Trainer und Förderer von Spielern wie Gheorghe Hagi und Ianis Zicu ein. Bükössy verstarb am 30. Oktober 2006 in dem Bukarester „Fundeni“-Krankenhaus, wo er sich von einer Leber-Operation am 22. September 2006 nicht mehr erholt hatte.

## Erfolge als Spieler
- Rumänischer Meister: 1956
- Rumänischer Pokalsieger: 1957